# Günther Maleuda

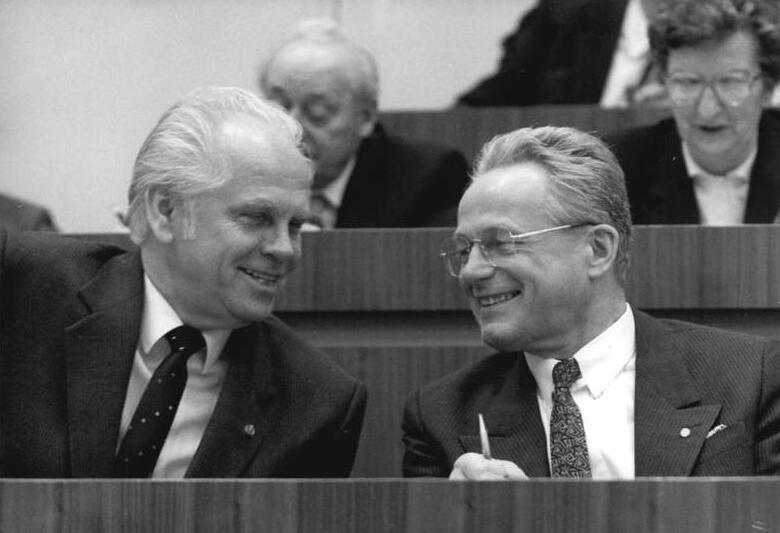
Günther Maleuda (links) 1989 mit Manfred Gerlach

Günther Maleuda (* 20. Januar 1931 in Alt Beelitz, Landkreis Friedeberg Nm., Provinz Brandenburg; † 18. Juli 2012 in Bernau bei Berlin, Brandenburg) war ein deutscher Politiker der DDR-Blockpartei DBD, als deren Vorsitzender er von 1987 bis 1990 fungierte. Außerdem war er von November 1989 bis März 1990 Präsident der Volkskammer der DDR und von 1994 bis 1998 parteiloses Mitglied des Bundestags in der Gruppe der PDS.

## Ausbildung und Beruf
Maleuda war der Sohn einer Arbeiterfamilie. Sein Heimatort im östlichen Brandenburg gehörte nach Kriegsende und der Eingliederung in die Volksrepublik Polen zur Woiwodschaft Posen. Hier war er 1945 bis 1947 als Landarbeiter auf einem polnischen Gutsbetrieb tätig, bevor er mit seiner Familie nach Thüringen vertrieben wurde. Dort absolvierte er von 1948 bis 1950 eine landwirtschaftliche Lehre im bäuerlichen Betrieb in Henfstädt und im VEG Meiningen und besuchte anschließend von 1950 bis 1952 die Fachschule für Landwirtschaft in Weimar, die er als staatlich geprüfter Landwirt abschloss. Von 1952 bis 1955 besuchte er die Deutsche Akademie für Staats- und Rechtswissenschaft in Potsdam, die er als Diplom-Wirtschaftler verließ.
Danach war er Abteilungsleiter beim DBD-Bezirksvorstand Potsdam und anschließend von 1957 bis 1967 stellvertretender Vorsitzender des Rates des Kreises Königs Wusterhausen für Landwirtschaft bzw. stellvertretender Vorsitzender des Kreis-Landwirtschaftsrats. Daneben absolvierte er von 1965 bis 1967 eine Aspirantur an der Humboldt-Universität zu Berlin, während der er eine Dissertation zur stufenweisen Vergesellschaftung der Produktion in Landwirtschaftlichen Produktionsgenossenschaften (LPG) schrieb und die mit einer Promotion zum Dr. agr. abschloss. Von 1967 bis 1976 war er stellvertretender Vorsitzender des Rates für landwirtschaftliche Produktion und Nahrungsgüterwirtschaft des Bezirkes Potsdam, ab 1975 Sektorenleiter für Produktion und Verarbeitung tierischer Erzeugnisse des Rates des Bezirkes Potsdam.

## Partei

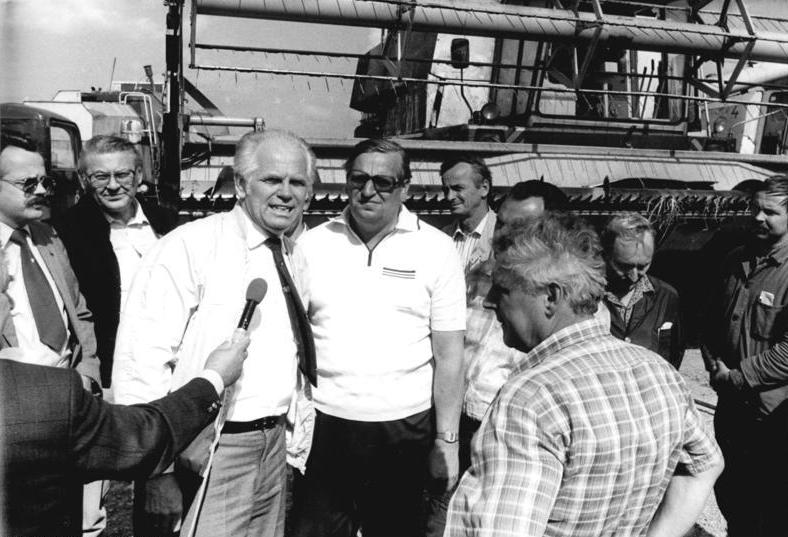
Günther Maleuda (mit Krawatte) bei der LPG Rannstedt, Kreis Apolda am 26. August 1987

Von 1950 bis Juni 1990 war er Mitglied der Demokratischen Bauernpartei Deutschlands (DBD). Von Oktober 1976 bis 1982 war er Vorsitzender des Bezirksvorstandes Halle (Saale) der DBD sowie Mitglied des Bezirks-Ausschusses Halle der Nationalen Front der DDR. Er wurde 1972 Kandidat des Parteivorstandes, 1977 dessen Mitglied und Mitglied des Präsidiums, 1982 Sekretär des Parteivorstandes, 1984 stellvertretender Vorsitzender und ab 27. März 1987 als Nachfolger von Ernst Mecklenburg Vorsitzender der DBD.
Als die DBD mit der CDU der DDR fusionieren wollte, kritisierte er diesen Schritt, trat am 25. Juni 1990 vom Parteivorsitz der DBD zurück und wurde nicht Mitglied der CDU.

## Abgeordneter
Günter Maleuda war von 1958 bis 1967 Abgeordneter der DBD des Kreistages Königs Wusterhausen. Von 1967 bis 1976 war er Abgeordneter des Bezirkstags Potsdam und von Oktober 1976 bis 1982 Abgeordneter des Bezirkstags Halle.
Von 1981 bis Oktober 1990 war er Abgeordneter der Volkskammer der DDR. Hier war er bis 1986 Mitglied des Ausschusses für Volksbildung und danach stellvertretender Vorsitzender der Interparlamentarischen Gruppe, Mitglied des Ausschusses für Auswärtige Angelegenheiten und Mitglied des Präsidiums der Volkskammer.
Vom Juni 1987 bis April 1990 war er Stellvertreter des Vorsitzenden des Staatsrates und
Mitglied des Nationalrates der Nationalen Front der DDR.
Am 13. November 1989 wurde er nach dem Rücktritt von Horst Sindermann zum Präsidenten der Volkskammer gewählt. Seine Amtszeit endete am 5. April 1990, als die erste demokratische Volkskammer Sabine Bergmann-Pohl zur Präsidentin wählte. Als Mitinitiator des Zentralen Runden Tisches setzte er sich für einen gewaltfreien Übergang zum System der parlamentarischen Demokratie in der DDR ein.
Von April bis Juni 1990 war er Fraktionsvorsitzender der DBD/DFD-Fraktion, danach bis zur Auflösung der Volkskammer fraktionsloser Abgeordneter.
Von 1994 bis 1998 war Maleuda Mitglied des Deutschen Bundestages. Er war als parteiloser Spitzenkandidat über die Landesliste Mecklenburg-Vorpommern der PDS in den Bundestag eingezogen und war als landwirtschaftlicher Berater der PDS tätig. 2000/02 war Maleuda Berater der von Bundespräsident Johannes Rau eingesetzten Kommission zur Parteienfinanzierung.

## Persönliches
Günther Maleuda war konfessionslos. Er war verheiratet und hatte drei Kinder. Er starb nach langer schwerer Krankheit.

## Auszeichnung
- 1986 – Vaterländischer Verdienstorden der DDR in Gold

## Schriften
- Zu den Aufgaben und Problemen der Verwirklichung des Prinzips des stufenweisen Übergangs in den LPG des Typ I im Kreis Königs Wusterhausen. Berlin, Humboldt-Univ. 1967 (Dissertation).
- Entdeckter Parlamentarismus. Die Volkskammer der DDR im Prozeß der „Wende“. In: Siegfried Prokop (Hrsg.): Die kurze Zeit der Utopie. Die „zweite DDR“ im vergessenen Jahr 1989/90, Elefanten Press, Berlin 1994, ISBN 3-88520-510-6